# Trichaphodioides niloticus
Trichaphodioides niloticus är en skalbaggsart som beskrevs av Rudolph Petrovitz 1967. Trichaphodioides niloticus ingår i släktet Trichaphodioides och familjen Aphodiidae. Inga underarter finns listade i Catalogue of Life.